# Csengerpuszta
Csengerpuszta (románul: Cicârd) falu Romániában, Erdélyben, Fehér megyében.

## Fekvése
Nagyenyedtől keletre, Fugad mellett fekvő település.

## Története
Csengerpuszta nevét 1913-ban említette először oklevél, mint Fugad tartozékát. Korábban Fugad része volt, 1956 körül vált külön, ekkor 196 lakosa volt.
1966-ban 37, 1977-ben 6, 1992-ben 7 román lakosa volt.